# 中華民國—葉門關係
中華民國與葉門共和國無正式外交關係，目前也沒有在對方首都互設具大使館功能的代表機構。對葉門的相關事務由駐沙烏地阿拉伯王國臺北經濟文化代表處兼轄。

## 政治

### 外交

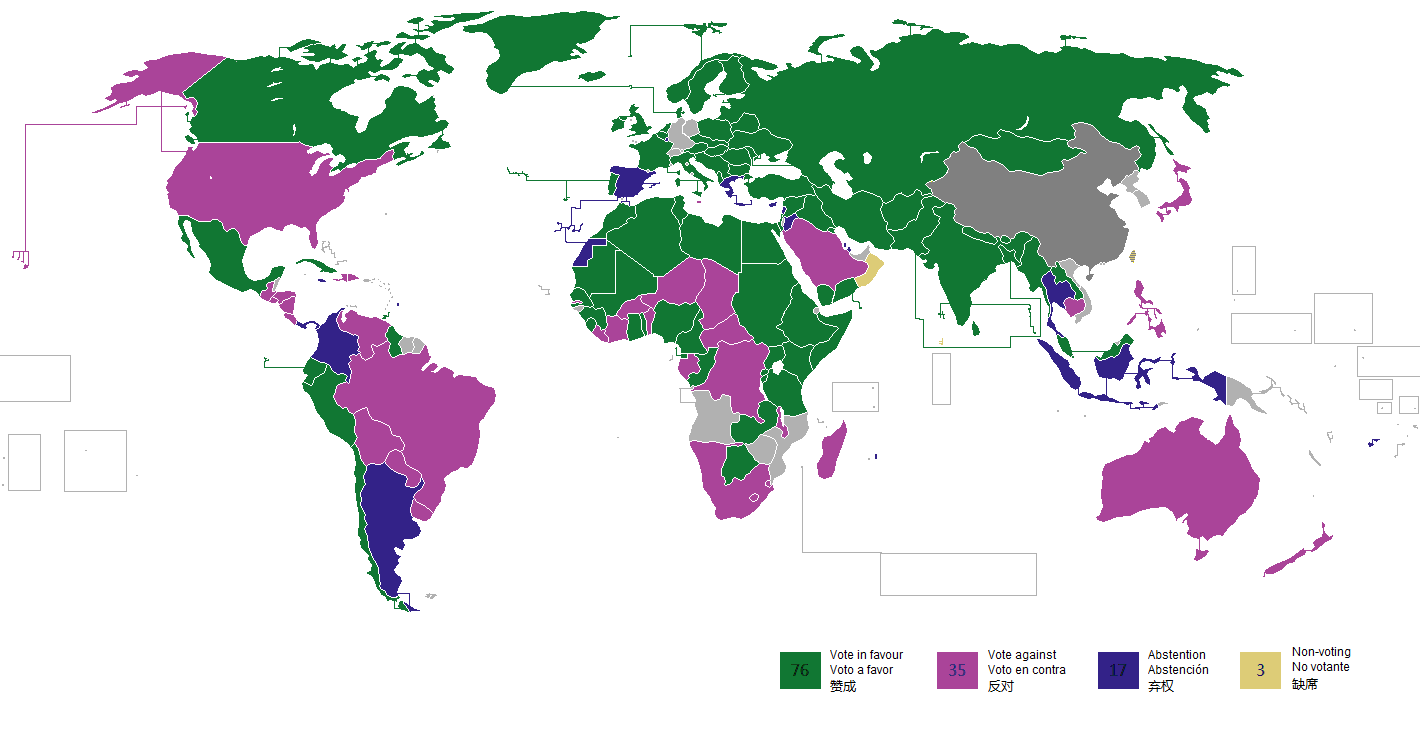
綠色國家表示在1971年的投票中反對中華民國續留聯合國，即《聯合國大會2758號決議》，其中包括葉門統一前的南葉門、北葉門。

1971年10月25日，第26屆聯合國大會就葉門民主人民共和國（南）、阿拉伯葉門共和國（北）等23國所提出的「恢復中華人民共和國在聯合國的合法權利」議案進行表決。最終以76票贊成、35票反對、17票棄權的結果通過。根據《聯合國憲章》和聯合國大會議事規則，提案通過即成為正式決議，是為《聯合國大會2758號決議》。中華民國、馬爾地夫、阿曼等3國未投票。代表中國正統的中華民國政府，以外交部長周書楷為代表，在表決之前數小時，於大會上主動宣布退出聯合國。日後，中華民國政府將此決議稱為「排我納匪案」。
1998年7月20日，簽署《中華民國台灣郵政總局與葉門郵務及儲金公司間國際快捷郵件業務協定》。

## 軍事
1979年開始，沙烏地阿拉伯政府為因應南、北葉門的軍事衝突，與中華民國政府商議，計畫由中華民國空軍每年派遣近百名現役飛行員和地勤人員以沙烏地阿拉伯軍人的身份軍援葉門阿拉伯共和國（北葉門），此祕密行動是為「大漠計畫」。直到1990年，南北葉門統一，大漠計劃才结束，中華民國空軍共在12年中派出700多位人員。

## 經濟

### 貿易
在葉門爆發內戰前，經濟部國際貿易局於2013年挑選最具拓銷潛力的22國26城市推動執行「貿易尖兵任務」，中東3國的新興市場就包括葉門。
| 年分 | 貿易總額   | 貿易總額 | 貿易總額 | 出口至葉門 | 出口至葉門 | 出口至葉門 | 自葉門進口 | 自葉門進口 | 自葉門進口 | 順逆差 |
| 年分 | 金額       | 年增減   | 排名     | 金額       | 年增減     | 排名       | 金額       | 年增減     | 排名       | 順逆差 |
| ---- | ---------- | -------- | -------- | ---------- | ---------- | ---------- | ---------- | ---------- | ---------- | ------ |
| 2017 | 18,026,596 | ▲16.8%   | 131      | 14,472,735 | ▲4.8%      | 114        | 3,553,861  | ▲118.2%    | 134        | 順差▼  |
| 2018 | 18,037,228 | ▲0.1%    | 133      | 12,406,671 | ▼14.3%     | 118        | 5,630,557  | ▲58.4%     | 122        | 順差▼  |
| 2019 | 27,527,819 | ▲52.6%   | 122      | 16,765,847 | ▲35.1%     | 114        | 10,761,972 | ▲91.1%     | 109        | 順差▼  |
| 2020 | 33,444,296 | ▲21.5%   | 109      | 24,349,254 | ▲45.2%     | 102        | 9,095,042  | ▼15.5%     | 109        | 順差▲  |
| 2021 | 17,771,847 | ▼46.9%   | 130      | 12,178,576 | ▼50.0%     | 120        | 5,593,271  | ▼38.5%     | 123        | 順差▼  |
| 2022 | 20,932,224 | ▲17.8%   | 130      | 11,809,715 | ▼3.0%      | 120        | 9,122,509  | ▲63.1%     | 113        | 順差▼  |
| 2023 | 11,142,460 | ▼46.8%   | 138      | 8,250,052  | ▼30.1%     | 128        | 2,892,408  | ▼68.3%     | 133        | 順差▲  |
| 2024 | 9,881,015  | ▼11.3%   | 146      | 7,215,161  | ▼12.5%     | 131        | 2,665,854  | ▼7.8%      | 144        | 順差▼  |

2023年的兩國貿易項目如下：
出口至葉門的前10大項目為：苯乙烯之聚合物；機動車輛所用之零件與附件；經護面、鍍面或塗面之铁或非合金鋼扁軋製品；鋼鐵製螺釘、螺栓、螺帽、螺旋鈎、車用螺釘、鉚釘、橫梢、開口梢、墊圈與類似製品；縫紉機與專用配備；容器洗滌與乾燥機器、容器盛裝與封口機器、飲料充氣機；醫藥製劑；美容或化粧用品與保養品；液體泵、液體昇送器；卑金屬製家具、門、窗、楼梯、箱盒、帽架與類似品之架座與配件等。
自葉門進口的項目為：類動物；甲殼類動物；无脊椎动物；冷凍魚；咖啡、咖啡荳殼與荳皮、含咖啡成分之代替品；示波器、频谱分析仪與其他供計量或檢查電量之儀器與器具，供計量或偵測X光、阿爾法、貝他、伽馬放射線、宇宙或其他離子輻射線用之儀器與器具；特殊物品，含進口未超過5萬新臺幣之小額報單與其他零星物品；離心分離機、液體或氣體過濾與淨化機具等。

### 投資
根據中華民國經濟部投資審議司統計，截至2023年6月，臺商在葉門無投資紀錄；葉門在臺灣則投資2.5萬美元，計有2件。

## 交流

### 藝文
由葉門導演阿姆魯·賈馬爾執導的電影《腹荷》，臺灣音樂家陳明章為其配樂。2023年6月參加台北電影節「國際新導演競賽」，並獲頒「評審團特別獎」。於2023年8月11日在臺灣上映，成為首個在電影院上映該片的地區。

## 簽證

持中華民國護照的中華民國國民簽證要求分布圖：入境葉門需要簽證。

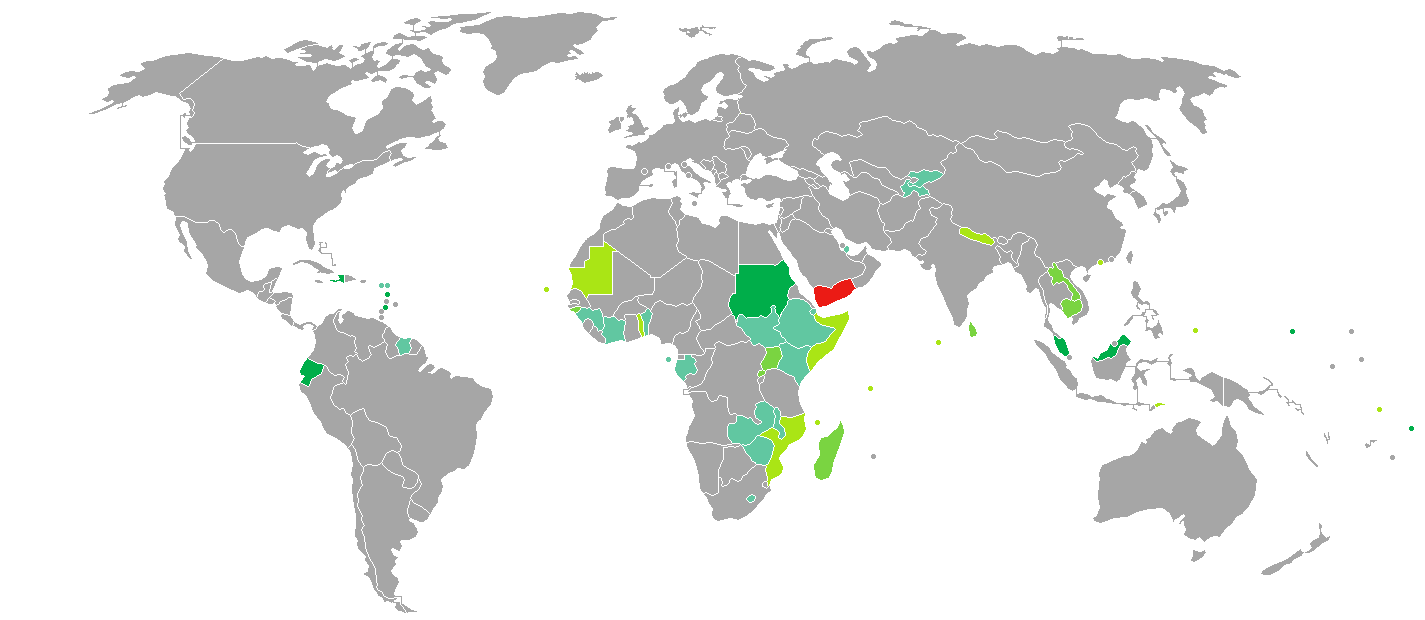
持葉門護照的葉門國民簽證要求分布圖：入境中華民國需要簽證。

兩國國民皆須申請簽證方可入境對方國家。持有中華民國護照的中華民國國民應事先聯繫最近的葉門駐外使領館預約申辦簽證時間，且葉門仍處內戰狀態，基於人身安全，在葉門的聯絡對象是申辦簽證的必要提供資料。經葉門轉機亦須申請簽證。
持有葉門護照的葉門國民抵台參加由中央政府機關主辦、協辦或贊助之國際會議、運動賽事、商展或其他活動，可以電子簽證入境中華民國，停留最多30天並不得延期。

## 交通

### 航空
資料截至2023年6月26日

#### 客運
兩國無直航班機，亦無中華民國→直航第三地→葉門，需多次轉機前往。
例如：
- 臺北→杜拜→利雅德→葉門的國際機場。

## 外部連結
- 中華民國外交部－葉門共和國簡介 （页面存档备份，存于）
- 駐沙烏地阿拉伯王國台北經濟文化代表處
- 外交部領事事務局－國外旅遊警示分級表
- 中華民國衛生福利部－國際旅遊疫情建議等級
- 中華民國國際經濟合作協會 （页面存档备份，存于）